# Petr Král
Petr Král (Praga, 4 settembre 1941 – Praga, 17 giugno 2020) è stato uno scrittore e poeta ceco.
Dopo essersi diplomato in una scuola di cinematografia, ha lavorato per una casa editrice. Nel 1968, è emigrato in Francia dove ha lavorato in una galleria, in un negozio fotografico, come insegnante, interprete, traduttore, sceneggiatore, critico ecc. Nel 1984 ha vissuto a Québec. Dal 1990 al 1991 è stato un consigliere nell'ambasciata Ceca a Parigi. È in grado di tradurre da e in Francese (per lo più poesia moderna). Ha pubblicato diverse antologie. Dall'aprile 2006, risiedeva a Praga.
Petr Král ha iniziato a scrivere sotto l'influenza del surrealismo, ma dal 1970, i suoi libri dimostrano che essere totalmente appagati è qualcosa che il metodo surrealista non può dare. Scrive dell'eterno desiderio che si è autoalimentato, e forse si lega al consumo della persona che desidera. Le parole emblematiche di Král potrebbero essere: "Noi non moriamo, peggio: svaniamo. In altre parole, non siamo mai stati. Non c'è realtà." 

## Opere
- Vlasta Burian (+ A. Král), 1969
- Prázdno světa, 1986
- Svědek stmívání, 1987
- Éra živých, 1989
- P. S. čili Cesty do ráje, 1990
- Právo na šedivou, 1991

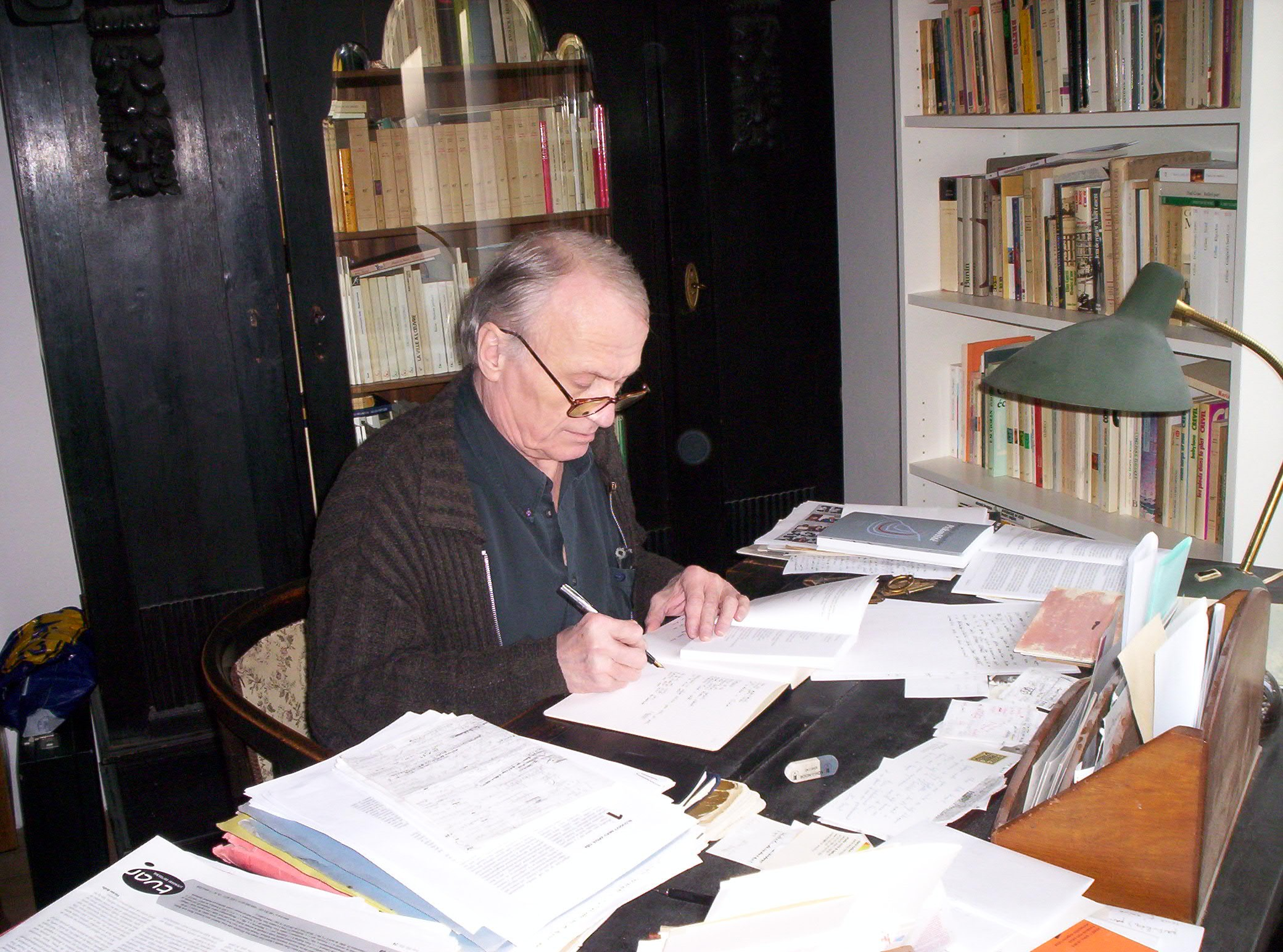

- Pocit předsálí v aixské kavárně, 1991
- Med zatáček čili Dovětek k dějinám, 1992
- Voskovec a Werich čili Hvězdy klobouky, 1993
- Tyršovské přeháňky, 1994
- Fotografie v surrealismu, 1994
- Arsenál, 1994
- Soukromý život, 1996
- Pařížské sešity, 1996
- Mramor se jí studený (antologia del movimento Surrealista Belga, come editore), 1996
- Staronový kontinent, 1997
- Chiméry a exil, 1998
- Groteska čili Morálka šlehačkového dortu, 1998
- Praha, 2000
- Pro anděla, 2000
- Základní pojmy, 2002
- Anthologie de la poésie tchèque contemporaine, 2002 (come editore, pubblicato in Francia da Gallimard)
- Bar Příroda čili Budoucnost 5 km, 2004
- Masiv a trhliny, 2004
- Přesuny, 2005
- Arco a jiné prózy, 2005
- Hm čili Míra omylu, 2006
- Úniky a návraty (intervista con Petr Král da Radim Kopáč), 2006
- Nozioni di base (traduzione italiana di Základní pojmy, pubblicato da Miraggi Edizioni), 2017